# 戸塚真弓
戸塚 真弓（とづか まゆみ、1941年以前 - ）は、フランス在住の日本のエッセイスト。
1961年、跡見学園短期大学卒業。1978年よりパリ在住。ソルボンヌ大学に務めていたフランス人の夫との間に子どもがいる。

## 著書
- 『パリからのおいしい話』中央公論社(1989/12/1)　のち文庫　中公文庫(1996/9/18)
- 『パリ住み方の記』講談社(1991/1/1)　のち文庫 講談社文庫(1994/01)
- 『ロマネ・コンティの里から ぶどう酒の悦しみを求めて』中央公論社(1992/10/1)　のち文庫　中公文庫(1997/10/18)
- 『暮らしのアート 素敵な毎日のために』中央公論社(1995/1/1)　のち文庫 中公文庫(2000/2/1)
- 『パリからのおいしい旅』講談社文庫(1997/6/1)
- 『パリからの手紙』中央公論社(1998/5/1)
  - 「私のパリ、ふだん着のパリ」文庫 中公文庫(2002/2/1)
- 『パリの街・レストラン散歩』実業之日本社(2000/6/1)
- 『パリからの紅茶の話』中央公論新社(2008/2/1)　のち文庫 中公文庫(2011/1/22)
- 『パリの学生街』中央公論新社(2009/6/1)
  - 『パリの学生街 - 歩いて楽しむカルチェ・ラタン』文庫　中公文庫(2012/11/22)
- 『じゃがいもびいき 美食の国のふだんの味、三つ星の味』中央公論新社(2011/10/22)
- 『ワインに染まる - パリから始まる美酒の旅』中央公論新社 (2017/10/18)